# Chimurenga (tijdschrift)
Chimurenga is een Engelstalig cultureel tijdschrift dat in 2002 werd opgericht door Ntone Edjabe in Kaapstad. Chimurenga verschijnt in Zuid-Afrika, Kenia en Nigeria.
Het tijdschrift wordt afhankelijk van het thema uitgegeven als boek, als krant of als openbare sessie. Het eerste nummer had als thema Music is the Weapon (muziek is het wapen) en het tijdschrift kende in 2008 een oplage van 2500 exemplaren.
Het tijdschrift is vernoemd naar het woord vrijheidsstrijd in het Shona, en de Zimbabwaanse rebellenmuziek Chimurenga. Edjabe wilde hiermee duidelijk maken dat het niet Zuid-Afrikaans was, maar om iets gaat dat de confrontatie zoekt: "Amandla, maar dan op een andere manier."
In 2011 werd het tijdschrift onderscheiden met de Grote Prins Claus Prijs.

## Edities
1. Music Is The Weapon, april 2002
2. Dis-Covering Home, juli 2002
3. Biko in Parliament, november 2002
4. Black Gays & Mugabes, mei 2003
5. Head/Body(&Tools)/Corpses, april 2004
6. The Orphans Of Fanon, oktober 2004
7. Kaapstad! (and Jozi, the night Moses died), juli 2005
8. We're all Nigerian!, december 2005
9. Conversations in Luanda and Other Graphic Stories, juni 2006
10. Futbol, Politricks & Ostentatious Cripples, december 2006
11. Conversations With Poets Who Refuse To Speak, juli 2007
12. Dr. Satan's Echo Chamber, maart 2008
13. Dr. Satan's Echo Chamber, maart 2008
14. Everyone Has Their Indian, april 2009
15. The Curriculum is Everything, mei 2010